# Артынюк, Александр Ананьевич
Алекса́ндр Ана́ньевич Артыню́к (8 сентября 1935, Дарьевка — 16 февраля 2019) — советский легкоатлет, специализировался в беге на длинные дистанции и кроссе. Выступал на всесоюзном уровне в 1957—1962 годах, четырёхкратный чемпион СССР по кроссу, победитель международных соревнований на призы газеты «Юманите», участник летних Олимпийских игр в Риме. Представлял Ленинград и спортивное общество «Буревестник». Почётный мастер спорта (1961). Преподаватель Университета Лесгафта и ЛПМИ. Кандидат биологических наук.

## Биография
Александр Артынюк родился 8 сентября 1935 года в селе Дарьевка.
Занимался лёгкой атлетикой в Ленинграде, проходил подготовку под руководством заслуженного тренера СССР Григория Исаевича Никифорова. Состоял в добровольном спортивном обществе «Буревестник». Окончил Государственный дважды орденоносный институт физической культуры имени П. Ф. Лесгафта (1960).
Впервые заявил о себе на международном уровне в сезоне 1958 года, когда вошёл в состав советской сборной и выступил на чемпионате Европы в Стокгольме, где в беге на 5000 метров финишировал пятым. Также в этом сезоне одержал победу на осеннем чемпионате СССР по кроссу в Тбилиси.
В 1959 году стал серебряным призёром на кроссе «Юманите» во Франции, был лучшим на чемпионате СССР по кроссу в Москве, победил в беге на 5000 метров в матчевой встрече со сборной США в Филадельфии, в той же дисциплине стал серебряным призёром на соревнованиях по лёгкой атлетике в рамках VII Всемирного фестиваля молодёжи и студентов в Вене, достаточно успешно выступил на чемпионате страны в рамках II летней Спартакиады народов СССР в Москве, где получил серебро и бронзу на дистанциях 5000 и 10 000 метров соответственно.
В 1960 году стал серебряным призёром на кроссе «Юманите», выиграл серебряную медаль в беге на 1500 метров и бронзовую медаль в беге на 5000 метров на чемпионате СССР в Москве. Благодаря череде удачных выступлений удостоился права защищать честь страны на летних Олимпийских играх в Риме — в программе бега на 5000 метров благополучно преодолел предварительный квалификационный этап, а в решающем финальном забеге с результатом 14.08,45 финишировал девятым. В концовке сезона добавил в послужной список золотую награду, полученную на чемпионате СССР по кроссу в Харькове.
В 1961 году был лучшим на кроссе «Юманите», взял бронзу в беге на 10 000 метров на чемпионате СССР в Тбилиси, выиграл кроссовый чемпионат СССР в Мукачево.
За выдающиеся спортивные достижения удостоен звания «Почётный мастер спорта» (1961).
После завершения спортивной карьеры в 1960-х годах работал преподавателем на кафедре лёгкой атлетики в Университете Лесгафта, позже в 1970—1980-е годы преподавал на кафедре физического воспитания в Ленинградском педиатрическом медицинском институте. Кандидат биологических наук (1968).
Дочь Мария Артынюк — мастер спорта по лёгкой атлетике, тренер-преподаватель СДЮСШОР № 2 Московского района Санкт-Петербурга.
Умер 16 февраля 2019 года в возрасте 83 лет. Похоронен на Южном кладбище в Санкт-Петербурге.